# 闵梦得
閔夢得（1572年—1637年），字翁次，一字禹錫，號昭餘，浙江湖州府烏程縣織里鎮晟舍人，軍籍，祖籍山東兗州府濟寧州，明朝政治人物。

## 生平
萬曆二十二年（1594年）甲午科浙江鄉試第六十九名舉人，二十六年（1598年）戊戌科二甲第七名進士。兵部觀政，授南京工部主事，二十七年（1599年）榷稅蕪湖，二十八年（1600年）升郎中，三十年（1602年）養病，三十二年（1604年）丁母憂。服闋，三十五年（1607年）起為工部郎中，三十六年（1608年）出為漳州府知府，四十年（1612年）升福建按察司副使，四十一年（1613年）考察降調，四十四年（1616年）謫四川布政使司參議，四十八年（1620年）升陝西按察司副使、兵備關西，天啟二年（1622年）正月升四川布政使司右參政、分巡川北，四年（1624年）升四川右布政使，五年（1625年）升四川左布政使，同年三月任都察院右副都御史、巡撫偏沅，六年（1626年）閏六月升兵部右侍郎、總督四川貴州雲南湖廣廣西等處地方提督軍務，賜尚方劍，接替丁憂的朱燮元，圍剿安邦彥。崇禎元年（1628年）通州告急，上陳戰守之策，二年（1629年）升兵部尚書，協理京營，三年（1630年）加太子太保，四年（1631年）致仕歸里，十年（1637年）卒。

## 家族
玄祖閔珪，少保、太子太保、刑部尚書；高祖閔聞，封南京兵馬司指揮，贈應天府通判；曾祖閔宜勵，知州；祖父閔德慶，訓導；父閔一范，巴陵縣知縣。弟閔齊文、閔齊商、閔齊華、閔齊伋、閔齊言。